# Hycleus pustulatus
Espèce
Synonymes
- Meloe pustulans Thunberg, 1791
- Mylabris pustulata Olivier, 1795
- Mylabris humeralis Walker, 1858

Hycleus pustulatus est une espèce de coléoptères phytophages de la famille des Meloidae que l'on trouve en Inde, au Sri Lanka, en Chine et à Java.

## Description
Son corps est long d'environ 15,4 à 32,8 mm. Sa tête et son pronotum présentent des ponctuations grossières ; son pronotum est déprimé le long de la ligne médiane. Ses yeux sont réniformes. Le palpe maxillaire est constitué d'un segment apical triangulaire fortement comprimé.
Ses élytres noirs et rouges sont densément ponctués. Leurs poils sont courts, très denses sur la zone noire, mais clairsemés sur les zones rouges. La région basale comporte deux taches rougeâtres grossièrement rectangulaires. Sa face ventrale est moyennement ponctuée et opaque.

## Biologie
C'est un phytophage qui se nourrit sur des espèces très variées (polyphagie). L'adulte est considéré comme un ravageur majeur du pois d'Angole. Il consomme les fleurs et les gousses en développement de nombreuses cultures agricoles telles que le Maïs, le Manguier, le Kaloupilé, l'Hibiscus Rose de Chine, Pavonia zeylanica, Helicteres isora (en), Senna occidentalis, Acacia caesia, Cleome viscosa et Tridax procumbens. Son activité alimentaire est intense pendant les mois de juillet, août, septembre et octobre, saison de floraison de nombreuses plantes. Il se nourrit cependant tout au long de l'année,.
Cette espèce est économiquement importante en raison de sa capacité à biosynthétiser le puissant agent vésicant défensif cantharidine,.

## Galerie

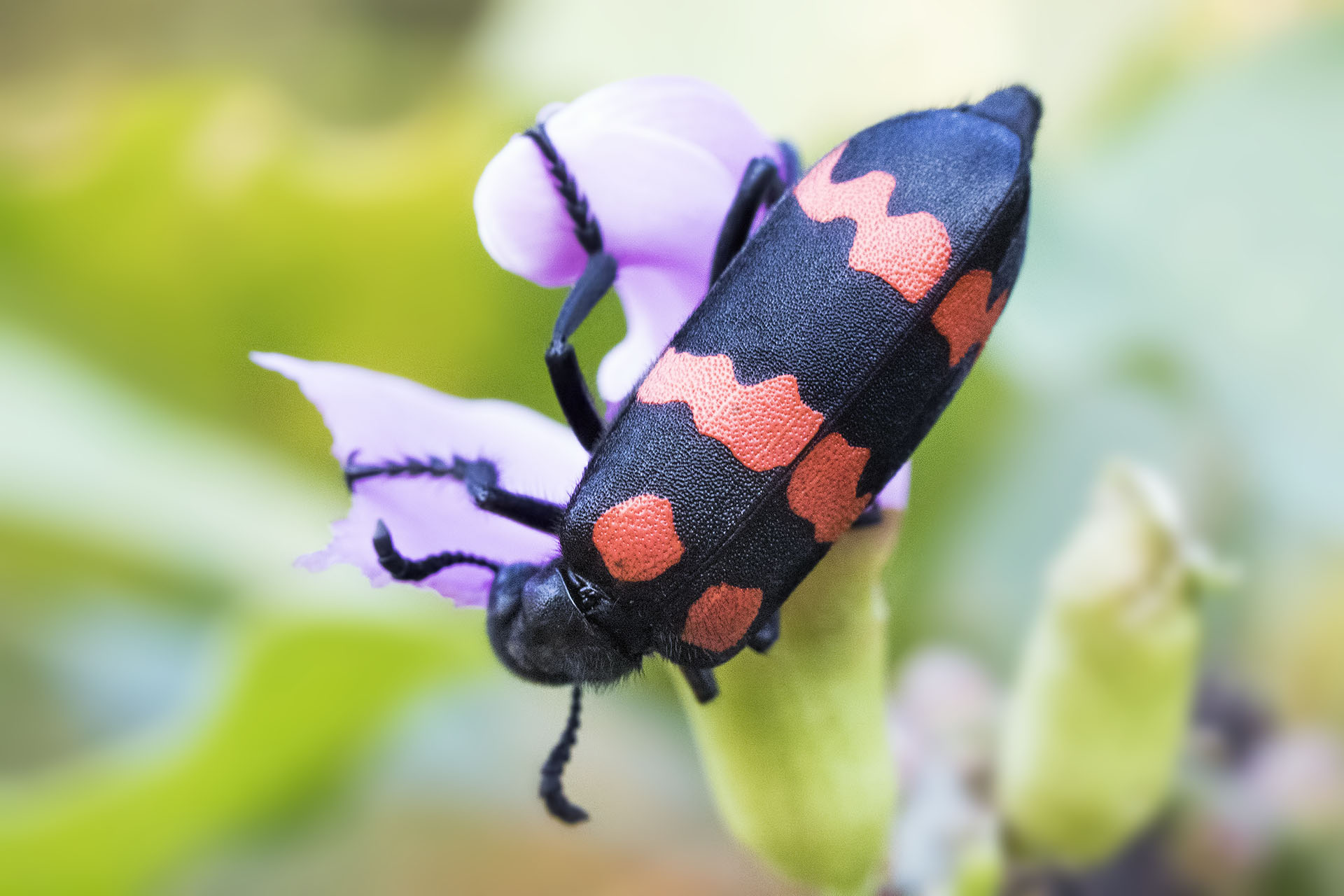
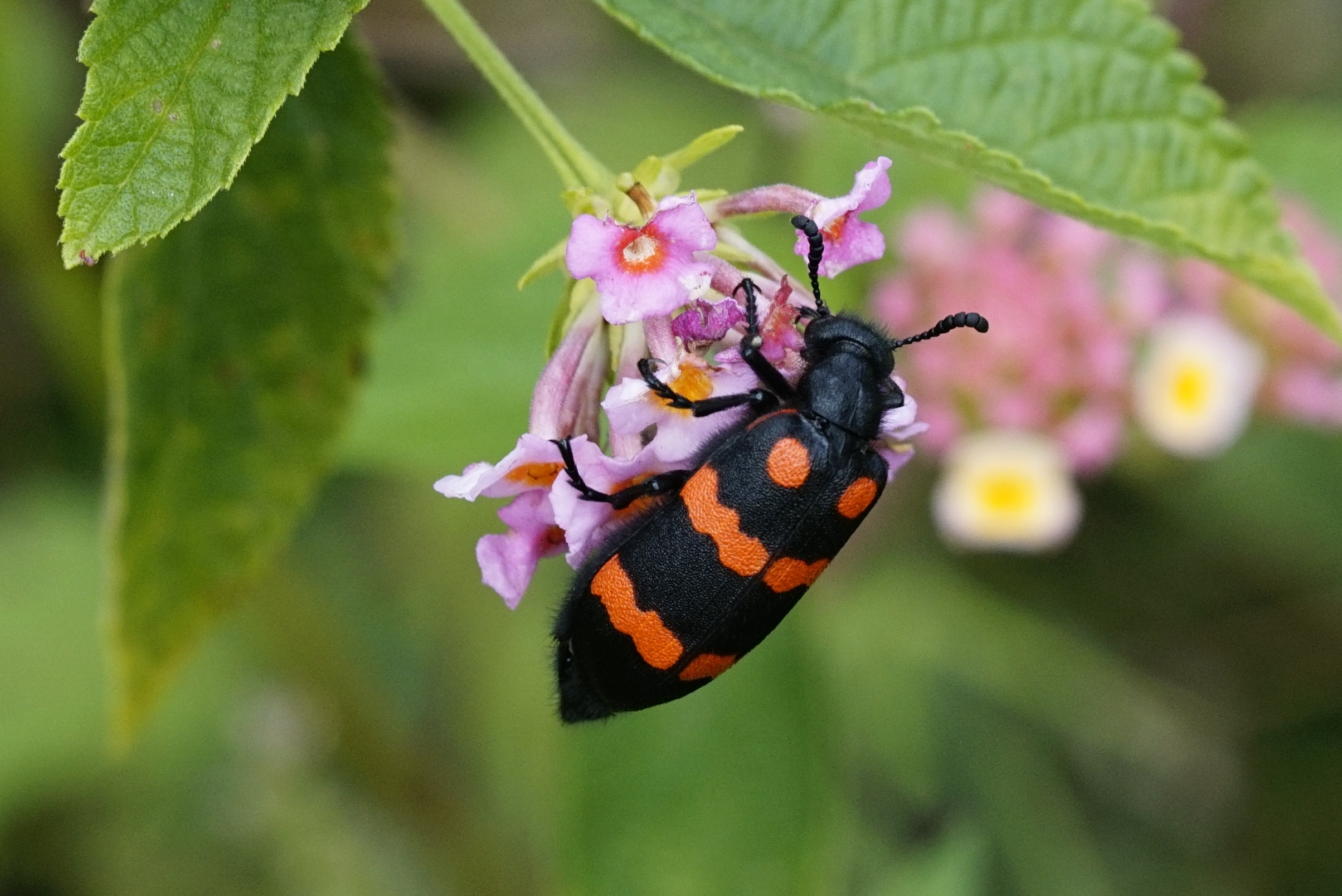
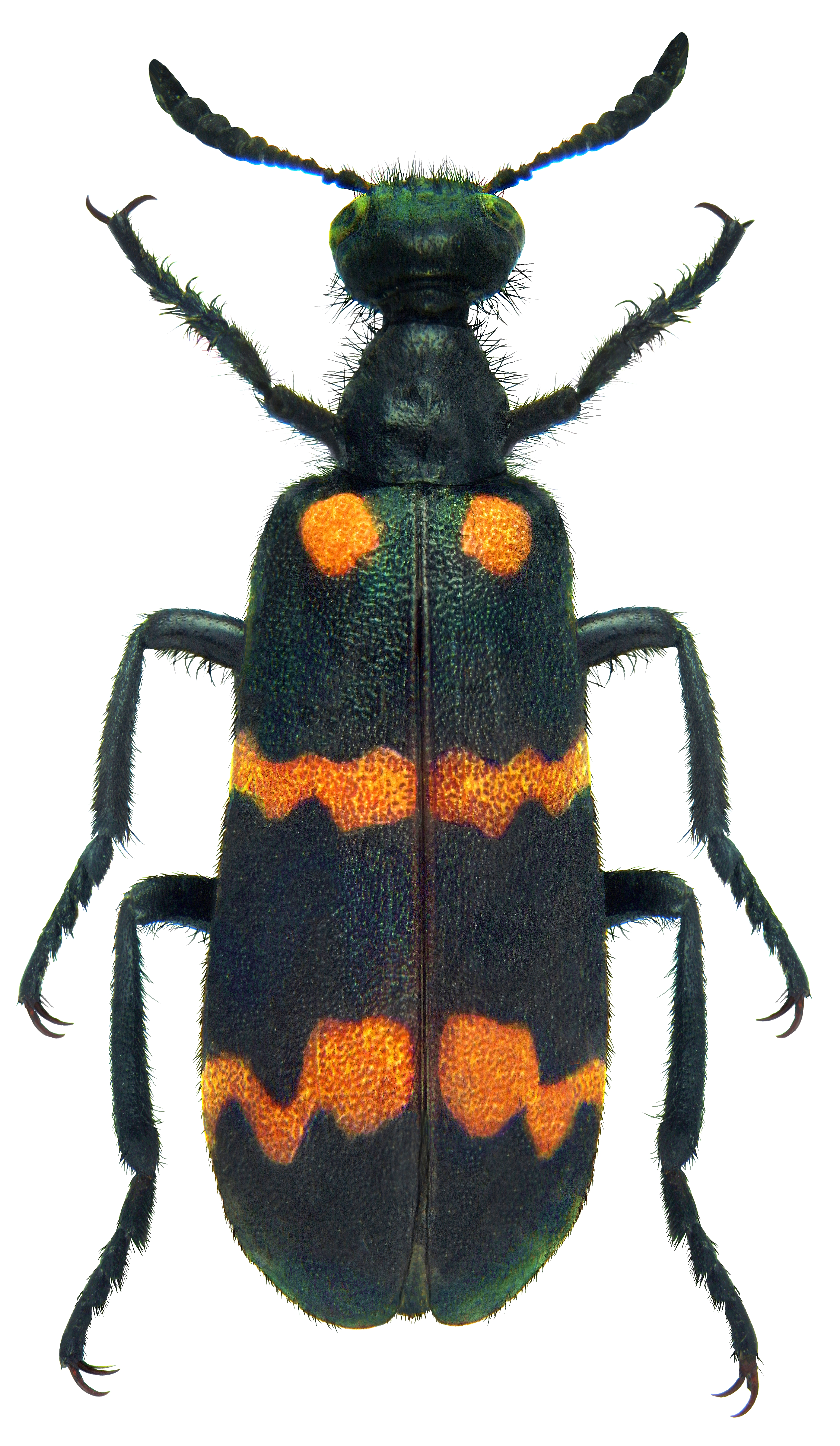
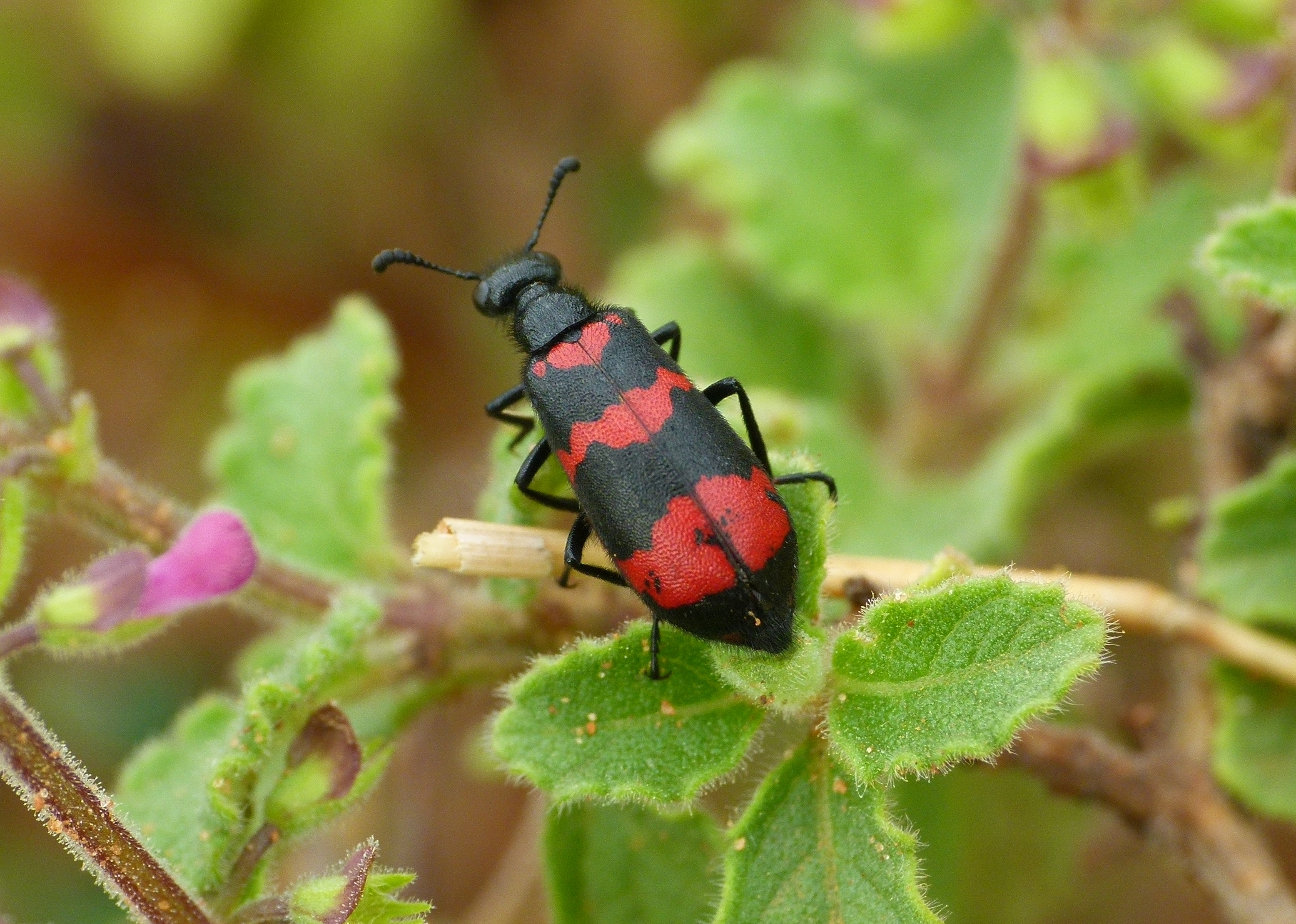
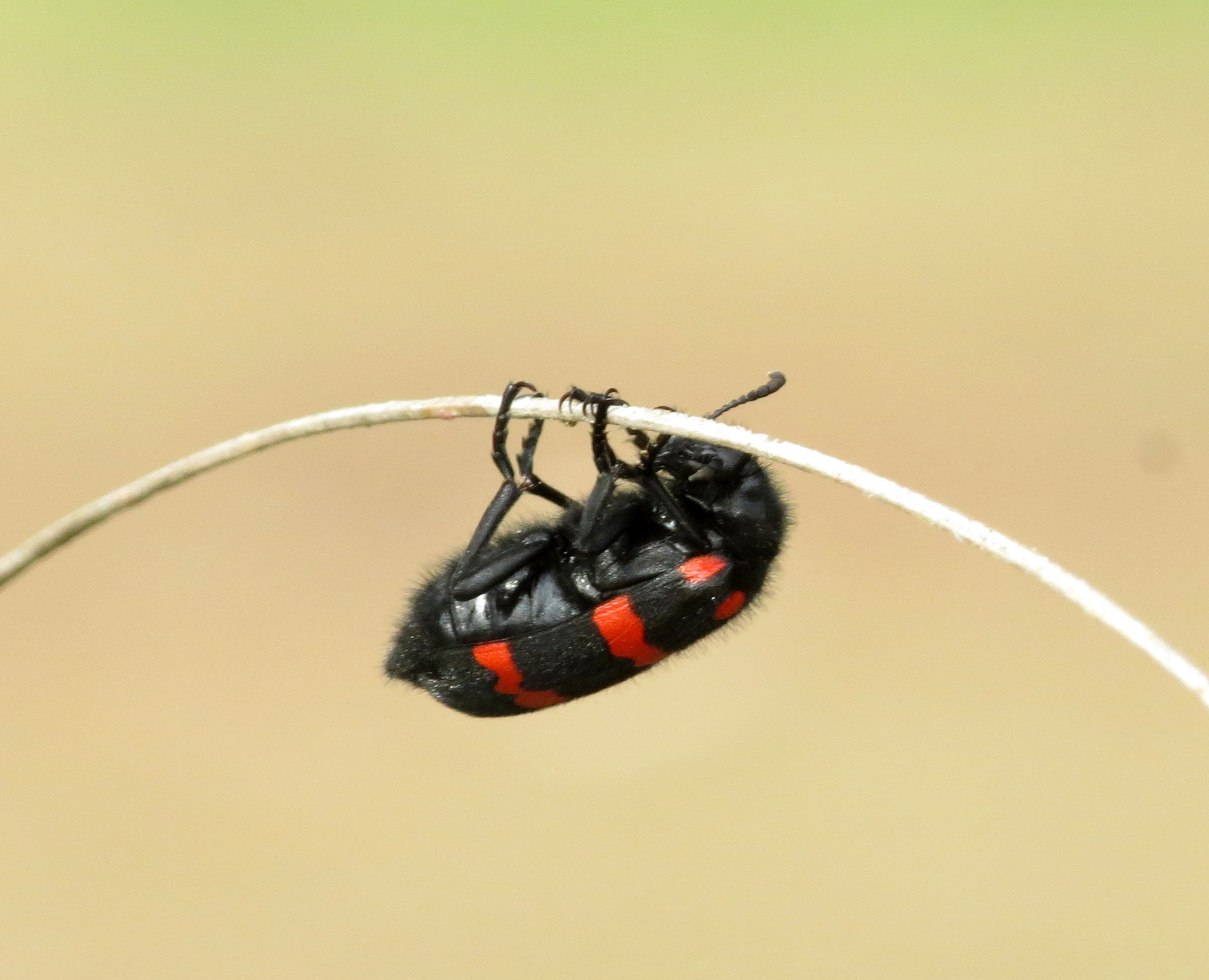
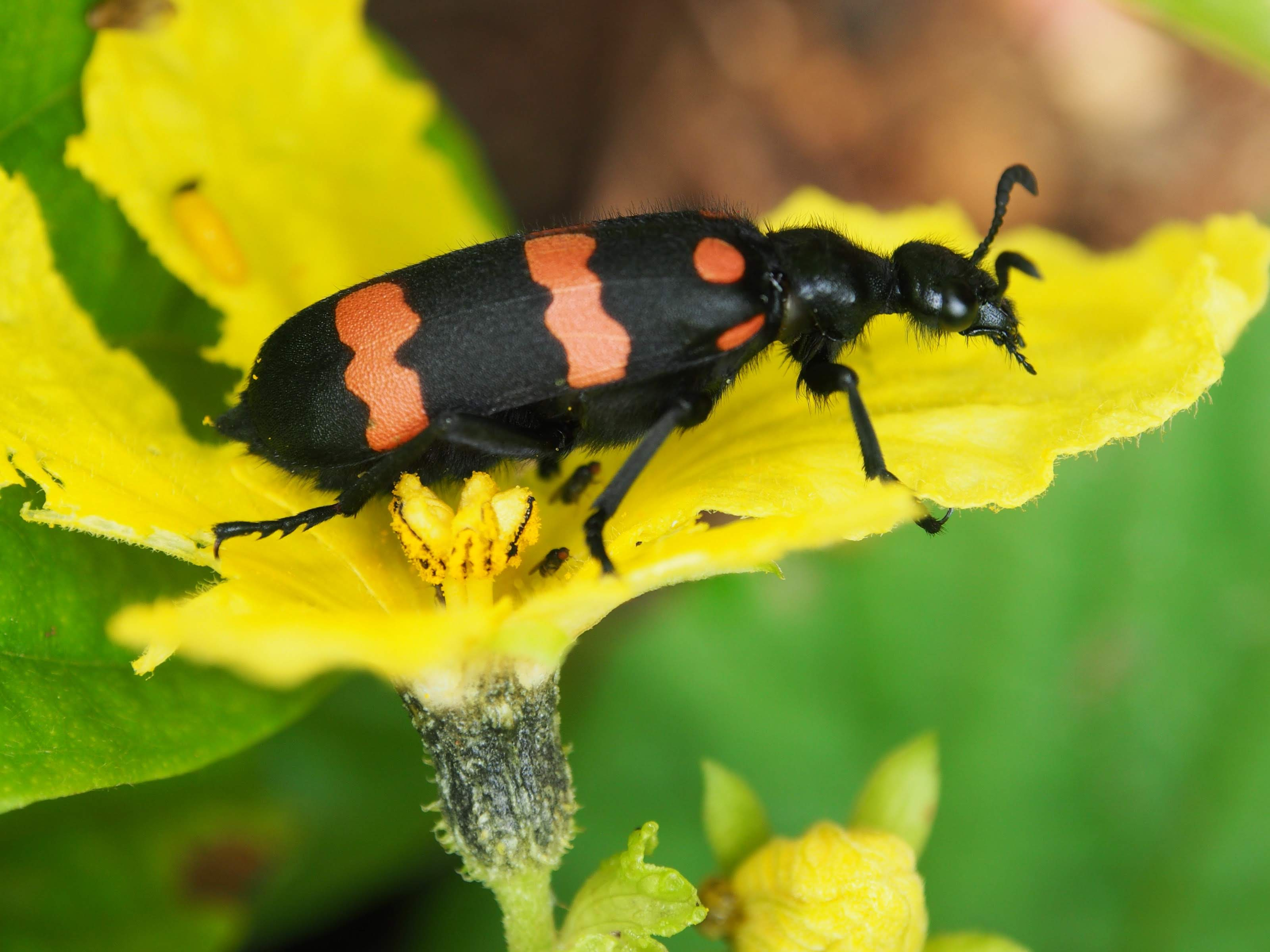